# Bánát Gábor
Bánát Gábor, külföldön Gabriel Banat, születési nevén Hirsch Gábor (Temesvár, 1926. szeptember 23. – Begur, Spanyolország, 2016. július 23.) hegedűművész, karmester, zenepedagógus.

## Élete
Hirsch Sándor orvos fia. Hat éves korában kezdett hegedülni, és egy évvel később már nyilvánosan is szerepelt. Kilenc éves volt, amikor hallotta őt Bartók Béla, aki megállt Bánát szülővárosában, miközben rendszeres szonáta partnerével, Zathureczky Edével utazott Romániába. Ennek eredményeképpen a fiú Zathureczky és Kodály tanítványa lett a budapesti Zeneakadémián. A magyarországi zsidóellenes törvények ellenére az akadémia hallgatójaként több alkalommal fellépett szimfonikus zenekarok szólistájaként. 1941 áprilisában az OMIKE Művészakció Beethoven-estjének fellépője volt. 1942-ben Hubay-díjat nyert. 1943 őszétől csak az OMIKE Művészakciójában és különböző izraelita intézmények rendezvényein volt lehetősége fellépni. Tizenhét évesen kapta meg diplomáját, miután titokban, a tanári kar zsűrije előtt egy sötétített teremben eljátszotta diplomaműsorát. 1944-ben szüleivel együtt néhány hónapra Dél-Bácskába menekült, ahol hamis papírokkal élték túl a holokausztot és csak a szovjetek bevonulása után tértek vissza Temesvárra. A második világháború után George Enescu vette pártfogásába és több közös koncertet adtak Bukarestben. 1946 júniusában a temesvári zsinagógában adott koncertet, melyért Drexler Miksa főrabbi mondott köszönetet. Hamarosan elhagyta Romániát és rövid időre Budapestre ment, ahonnan az év szeptemberében a Genfi Nemzetközi Zenei Versenyre utazott. Pályafutását Amerikában folytatta, ahol először Nathan Milstein hegedűművésszel dolgozott, majd az Egyesült Államokban, Nyugat-Európában és Japánban turnézott. A legnagyobb zenekarok szólistája volt, köztük a New York-i Filharmonikusoké, akikhez 1970-ben csatlakozott és 23 évig maradt a zenekar tagja. Fellépett a Londoni Filharmonikus Zenekarral, az Oslói Filharmonikusokkal, a hágai Residentie Orkest-szel és még számos zenei együttessel.
A Masters of the Violin („A hegedű mesterei”) címmel hatkötetes gyűjteményt szerkesztett a 17. és 18. századi hegedűművész–zeneszerzőkről. Felfedezte Mozart öt hegedűversenyének eredeti leiratait, és The Mozart Violin Concerti címmel fakszimile kiadványt szerkesztett, hogy a hegedűsök végre láthassák Mozart eredeti vonójelzéseit. Megírta Chevalier de Saint-Georges zeneszerző és hegedűművész, „a fekete Mozart’’ életrajzát. Cikkei megjelentek a The Strad, az Allegro Magazine és a Black Music Research Journal című lapokban. Tanított a Smith College-ben és a Hart Music College-ban, előadásokat tartott a New York Egyetemen és vezette a Westchester Conservatory of Music hegedű tanszékét, ahol a zenekart is vezényelte.
Felesége, Diana Stevenson Banat, gyermekei Catherine Banat és Peter Banat.